# Washington Espinoza
Washington Javier Espinoza Morroy (Guayaquil, Guayas, Ecuador, 7 de julio de 1985) es un exfutbolista y entrenador ecuatoriano de fútbol.

## Clubes

### Como futbolista
| Club                  | País        | Año         |
| --------------------- | ----------- | ----------- |
| Barcelona             | Ecuador     | 2004 - 2005 |
| Atlético Guayaquil    | 2005        |             |
| Barcelona             | 2006 - 2007 |             |
| Técnico Universitario | 2007        |             |
| Deportivo Azogues     | 2008        |             |
| Patria                | 2008 - 2011 |             |
| Grecia de Chone       | 2011 - 2012 |             |
| Patria                | 2013        |             |
| Everest               | 2014        |             |
| Patria                | 2014        |             |
| Guayaquil             | 2015        |             |
| Patria                | 2016 - 2017 |             |

### Como entrenador
| Club             | País    | Año               |
| ---------------- | ------- | ----------------- |
| Atlético Porteño | Ecuador | 2019 - Actualidad |